# 河谷川 (南丹市園部町)
河谷川（かわたにがわ）は、京都府南丹市園部町船岡を流れる淀川二次支流の普通河川である。

## 地理

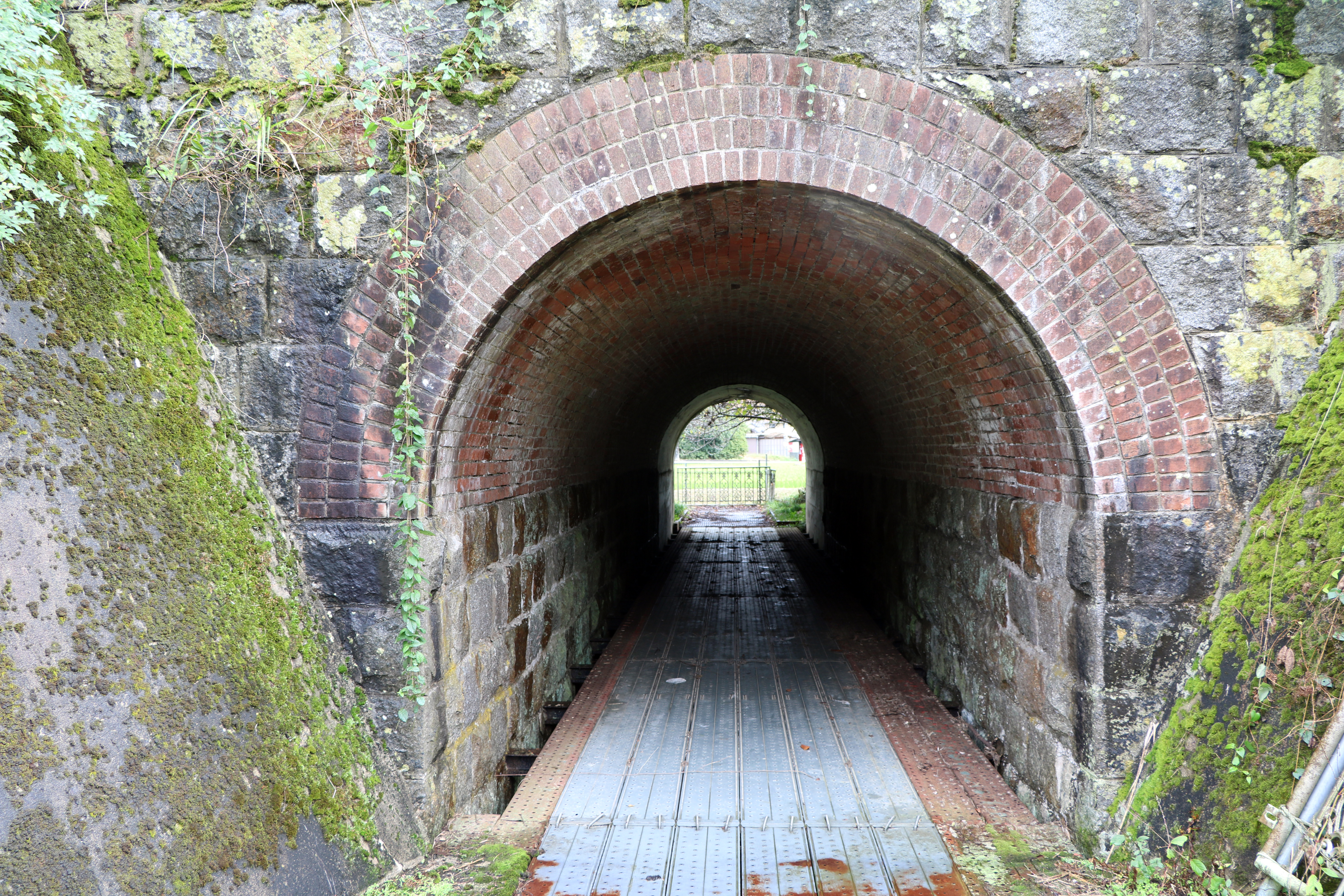
船岡駅の下を流れる河谷川のトンネル「柳ヶ瀬橋梁」。

河谷川は、船岡北西部にある船岡山の河谷から出て南流、京都府道19号園部平屋線から諏訪山の北側に沿って東に向きに流れ、高架駅である船岡駅の盛土下の隧道を抜けて再び南流し、太鼓山と京都府道25号亀岡園部線の間を流れ、越方大橋（桂川）の下流で桂川右岸に流入する。流路のほとんどはコンクリート舗装されている。
流域は、ウルグアイ・ラウンド対策地区になっている。

## 流域の村
南丹市
- 園部町
  - 川辺地域
    - 船岡
    - 高屋

## 流域にある水道施設
下水道施設（農業集落排水処理施設）
- 園部船岡地区農業集落排水処理施設 – 船岡溝ノ向[2]

## 流域にある施設
- 船岡西部公民館 – 船岡石河原[3]
- 山陰本線 船岡駅 – 船岡諏訪
- 船岡駅公園 – 船岡西浦
- 南丹市園部水防倉庫 – 船岡堂板[2]
- 船岡文化センター – 船岡堂坂[3]
- 船岡簡易郵便局 – 船岡明石
- 南丹市立川辺地域活性化センター（旧川辺小学校） – 船岡長畑[2]
- 南丹市子育て発達支援センター – 船岡横茶園[2]

## 流域にある社寺
- 治宮神社 – 船岡藁無[4]
- 林松寺 – 船岡藁無[4]
- 慈久神社 – 船岡松尾
- 月読神社 – 船岡午房畦

## 流域にある史跡
- 藁無城跡[5]
- 高山城跡[6]
- 諏訪山城跡[7]
- 太鼓山城跡[8]

## 流域にまつわる水に関する伝承
- 藁無村
藁無村（船岡藁無）は、水の便が悪く、日照りが続くと米一粒どころか、藁一本も育たないことから、藁無村の名がついたといわれている。藁無村の中央には「じゅずくり場」というところがあって、ここでは日照りなどで困ると村人が集まってきて、百万辺のじゅずをくり、鐘をたたき、念仏をあげたともいわれている[9]。
- 死が原
ある年、大干ばつがあり、大堰川も干しあがってしまった。人々は飲む水を求めて河原のくぼ地をさがして集まってきた。しかしそのくぼ地の水もなくなると、そこにばたばたと倒れ、死体がごろごろと横たわるようになった。人々はこの地を死が原と呼ぶようになったという[9]。
- 萬燈山
空梅雨だと、村人は千把を一束ずつ持ち寄って山に登り、鐘をたたいて千把を燃やし、「雨を降らせたまえ」と祈る。雨乞には女はいけないといわれ、男たちが手に手にたいまつを持って一番高い山に登っていく。ふもとからこの山を見ると、山一面にたいまつの火がゆれ、萬の灯火がついたように見えることから、この山を萬燈山と呼ぶようになったという[9]。